# Endroll
「Endroll」（エンドロール）は、2023年7月9日に先行配信され、2023年8月30日にstudio NUIから発売された、日本のシンガーソングライター・神山羊の3作目のCDシングル。

## 概要
前作「色香水」から約2年ぶりのリリースとなる。
表題曲は、テレビアニメ『BLEACH 千年血戦篇-訣別譚-』エンディングテーマに、カップリング曲のナイトスイミーは、『Qoo10メガ割 ナイトルーティン篇』 CMソングにそれぞれ起用されている。
完全生産限定盤と期間生産限定盤の2形態での発売となり、期間生産限定盤は、TVアニメ『BLEACH 千年血戦篇-訣別譚-』の描き下ろしイラストによるデジパック仕様となっている。
表題曲の演奏には、ギターにシノダ、ベースにイガラシ、ドラムにゆーまおと、ロックバンドヒトリエのメンバーが参加している。

## 収録内容
| 全作詞・作曲・編曲: 神山羊。 |                    |        |            |      |
| #                            | タイトル           | 作詞   | 作曲・編曲 | 時間 |
| 1.                           | 「Endroll」        | 神山羊 | 神山羊     | 2:57 |
| 2.                           | 「ナイトスイミー」 | 神山羊 | 神山羊     | 2:33 |
| 合計時間:                    | 合計時間:          | 5:30   |            |      |

| #  | タイトル                                                                   | 作詞 | 作曲・編曲 |
| -- | -------------------------------------------------------------------------- | ---- | ---------- |
| 1. | 「TVアニメ「BLEACH 千年血戦篇-訣別譚-」 ノンクレジット・エンディング映像」 |      |            |